# 翱翔雄心
《翱翔雄心》（Parwaaz Hai Junoon）是2018年的巴基斯坦電影，是一部战争愛情片。作品是向巴基斯坦空軍致敬。2020年11月，《翱翔雄心》在中国北京上映，是近二十九年来首部在中国上映的巴基斯坦电影。
电影讲述了一群爱国的年轻飞行学员在经历种种挑战和磨难后，最终成长为巴基斯坦最优秀的战斗机飞行员的故事。

## 外部連結
- 互联网电影数据库（IMDb）上《翱翔雄心》的资料（英文）